# Koskenkorva Viina
Koskenkorva Viina (kurz Koskenkorva) ist eine finnische Spirituosenmarke. Sie wird seit 1953 in Koskenkorva, einem Ortsteil der Gemeinde Ilmajoki, vom Konzern Altia produziert. In Finnland genießt das meist schlicht als Kossu bekannte Getränk einen nahezu legendären Ruf.

## Herstellung

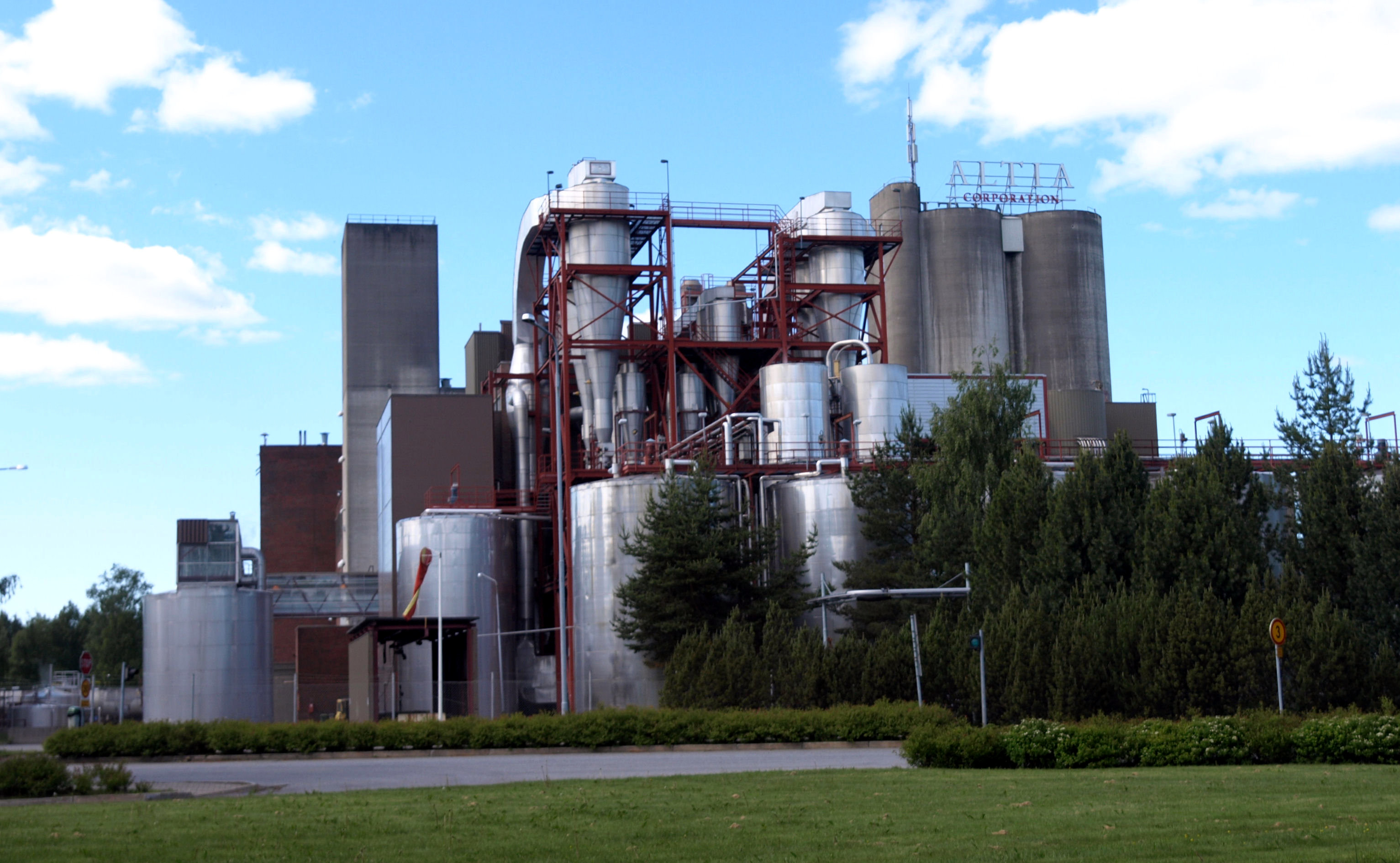
Produktionsstätte von Altia

Koskenkorva Viina enthält 38 % vol. Alkohol und wird aus Getreide gebrannt. Ursprünglich benutzte man Kartoffeln, heute dient Gerste als Rohstoff. Die Maische wird zunächst durch einen kontinuierlichen Prozess mit über 200 Schritten zu sechsundneunzigprozentigem Alkohol destilliert und anschließend mit Wasser auf den gewünschten Alkoholgehalt verdünnt sowie mit 3 Gramm Zucker pro Liter versetzt. Obgleich oft als ein solcher bezeichnet, ist Koskenkorva strenggenommen kein Wodka, weil das Destillat nicht mit Aktivkohle gefiltert wird.

## Produkte
Ursprünglich wurde Koskenkorva Viina nur in 0,5-Liter-Glasflaschen verkauft. Seit den 1990er Jahren sind auch andere Flaschengrößen im Handel erhältlich. Außerdem gibt es mittlerweile neben dem traditionellen 38-prozentigen Koskenkorva Viina weitere Produkte wie eine 32-prozentige „leichte“ Version oder das aus Roggen gebrannte Koskenkorva Viina Ruis. Für den Vertrieb im Ausland wird die Marke Koskenkorva Vodka produziert, die sich nur durch den höheren Alkoholgehalt von 40, 60 oder 80 Vol.-% . unterscheidet. Die Exportmarke Finlandia Vodka gehört zwar mittlerweile dem amerikanischen Konzern Brown-Forman-Corporation, wird aber immer noch von Altia produziert und unterscheidet sich nur durch den fehlenden Zuckerzusatz.

## Salmiakki Koskenkorva
Seit Anfang der 1990er Jahre genießt in Finnland Salmiakki Koskenkorva große Beliebtheit. Dabei handelt es sich um einen Lakritzlikör, der aus Koskenkorva und Türkisch Pfeffer hergestellt wird. Anfang 1993 kam Salmiakki Koskenkorva als (damals einzig erhältliche) fertig abgefüllte Mischung auf den Markt. Das Getränk hatte denselben Alkoholgehalt wie Koskenkorva Viina, war aber als Likör in eine niedrigere Steuerklasse eingestuft und somit billiger. Knapp zwei Monate später musste der staatliche finnische Alkoholhandel Alko auf Betreiben der Politik, die sich wegen der Beliebtheit von Salmiakki Koskenkorva bei der finnischen Jugend sorgte, das Produkt wieder aus dem Sortiment nehmen. 1995 wurde der Vertrieb von Salmiakki Koskenkorva wieder aufgenommen, diesmal allerdings mit einem geringeren Alkoholgehalt und höheren Preisen.